# بنجامین دیزرائیلی
بنجامین دیزرائیلی (به انگلیسی: Benjamin Disraeli) ‏ (۲۱ دسامبر ۱۸۰۴–۱۹ آوریل ۱۸۸۱) سیاستمدار و رمان‌نویس بریتانیایی است که دو بار نخست‌وزیر انگلستان بوده‌است. او در ایجاد حزب محافظه کار مدرن و تعریف و تدوین سیاست‌های آن نقش اصلی را داشته‌است. از او بیشتر به‌خاطر صدای بین‌المللی و نفوذ در امور جهانی، و نیز نبردهای سیاسی خود با رهبر حزب لیبرال ویلیام اوارت گلدستون، و حزبش «دموکراسی توری (حزب محافظه‌کار)» یاد می‌شود. او تا به امروز تنها فرد با داشتن تولد یهودی است که به سمت نخست‌وزیری انگلستان رسیده‌است.
دیزرائیلی در لندن متولد شد. پدر او پس از اختلاف با کنیسه یهودیت را ترک کرد. بنیامین در سن ۱۲ سالگی به کلیسای انگلیکان پیوست. او پس از چند تلاش ناموفق، در ۱۸۳۷ وارد مجلس عوام انگلستان شد. در سال ۱۸۴۶ نخست‌وزیر، رابرت پیل برای لغو قانون ذرت، که شامل پایان دادن به تقسیم تعرفهٔ دانه‌های وارد شده بود شکافی در حزب بر سر پیشنهاد خود ایجاد کرد. دیزرائیلی با رابرت پیل در مجلس عوام درگیر شد و به‌دنبال آن دیزرائیلی از چهره‌های بزرگ در حزب شد. زمانی که ادوارد اسمیت دربی، رهبر حزب، سه بار در دهه‌های ۱۸۵۰ و ۱۸۶۰ دولت تشکیل داد، دیزرائیلی به عنوان رئیس خزانه و رهبر مجلس عوام منسوب شد. او همچنین یک تقابل سختی با گلدستون از حزب لیبرال داشت.

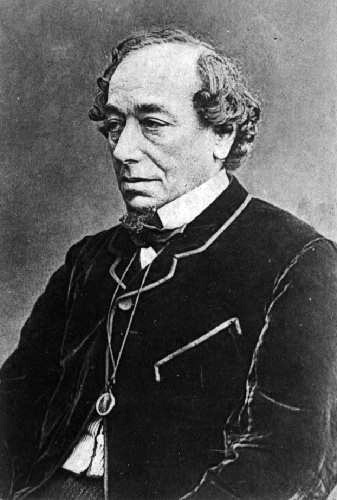
در سال ۱۸۷۳